# حادث سفينة الدعم كنارك
في 10 مايو 2020، ضرب صاروخ مضاد للسفن أطلق من الفرقاطة الإيرانية جماران على سفينة الدعم كنارك. وقع الحادث أثناء مناورة تابعة للبحرية الإيرانية في خليج عمان. خلال هذا الحادث قُتل 19 من أفراد طاقم كنارك. ولحقت أضرار كبيرة بالكنارك وسُحِب حطامُها إلى ميناء جابهار.

## الحادث

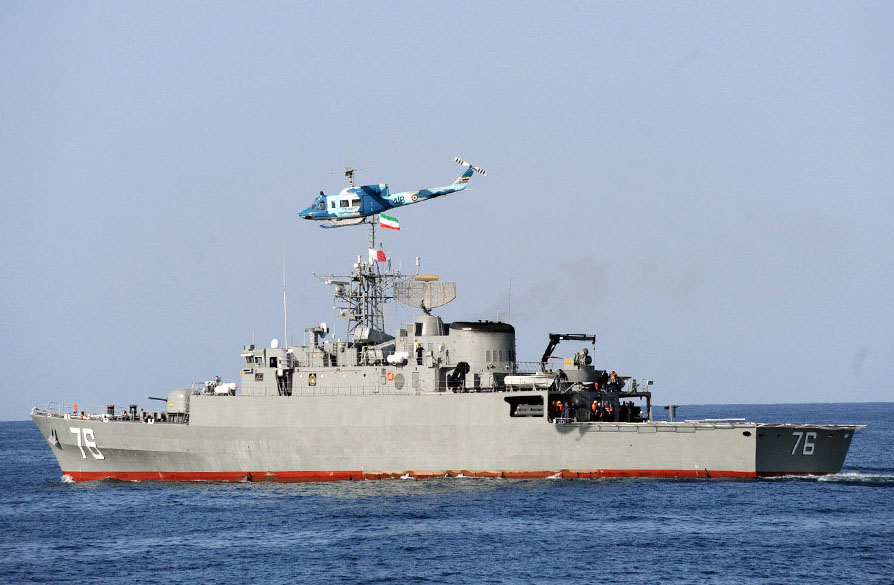
الفرقاطة الإيرانية جماران

في 10 مايو 2020، ضُرِبت السفينة بصاروخ نور C-802 الذي أُطلق من جماران عندما كان في مضيق هرمز. أفاد التلفزيون الإيراني الرسمي في البداية عن حالة وفاة واحدة في الحادث، ولكن عُدِّلت لاحقًا إلى 19 قتيلًا و 15 جريحًا. وبحسب ما ورد أخفق كنارك في الابتعاد بما فيه الكفاية عن الهدف قبل الإطلاق وأصيب بصاروخ.
 بعد الحادث، استُعيدت كنارك إلى الميناء للخضوع لـ «تفتيش فني». وأظهرت اللقطات التي نشرها تلفاز الدولة الإيرانية (IRIB) السفينة أسفل القوس بشدة مع بنيتها الفوقية المدمرة والدخان مرئي من الحرائق.

## القتلى والجرحى
قتل 19 شخصًا في الحادث.

أسماء القتلى:
1. جعفر كوهي (بالفارسية: جعفر کوهی)
2. إسماعيل بور خسرو (بالفارسية: اسماعیل‌پور خسرو)
3. مصطفى بويانفر (بالفارسية: مصطفی بویانفر)
4. برق مهدي رازي (بالفارسية: برق مهدی رازی)
5. حسين سبهري أهرمي (بالفارسية: حسین سپهری اهرمی)
6. عادل قاسم زاده (بالفارسية: عادل قاسم‌زاده)
7. سيد منصور موسوي نجاد (بالفارسية: سید منصور موسوی نژاد)
8. سعيد يار أحمدي (بالفارسية: سعید یار احمدی)
9. سيد حامد جعفري (بالفارسية: سید حامد جعفری)
10. آرش باكدل (بالفارسية: آرش باکدل)
11. محمد إبراهيم كاظمي (بالفارسية: محمد ابراهیم کاظمی)
12. فخر الدين فلك نازي (بالفارسية: فخرالدین فلک نازی)
13. سيد مرتضى خادمي حسيني (بالفارسية: سید مرتضی خادمی حسینی)
14. رضا دهقاني (بالفارسية: رضا دهقانی)
15. محمد أفشون فر (بالفارسية: محمد افشون فر)
16. محمد أردني (بالفارسية: محمد اردنی)
17. آرمان سرحدي (بالفارسية: آرمان سرحدی)
18. محمد صيادي (بالفارسية: محمد صیادی)

## ردود الفعل
- في 11 مايو 2020، غرد محمد علي أبطحي، نائب الرئيس الإيراني السابق (إبّان ولاية محمد خاتمي): «مرة أخرى هناك نقص في الشفافية في إعلام الجمهور». وكان يشير إلى حادثة مماثلة، وهي إسقاط قوى الدفاع الجوي الإيرانية، رحلة الخطوط الجوية الدولية الأوكرانية 752، قبل بضعة أشهر مما أدت الی قتل 176 شخصًا.[9]
- وفقًا لصحيفة نيويورك تايمز، وصف أفشون أوستوفار، الأستاذ المساعد لشؤون الأمن القومي في كلية كاليفورنيا البحرية للدراسات العليا الحادث بقوله: «يبدو أن هذا الخطأ علامة على عدم الاحتراف العسكري (الإيراني)».[9]